# Whitehouse (Texas)
Pour les articles homonymes, voir Whitehouse (homonymie).
Whitehouse est une ville située au sud du comté de Smith, au Texas, aux États-Unis,. La ville est baptisée en 1845 et incorporée en 1953.

## Démographie
Lors du recensement de 2010, la ville comptait une population de 7 660 habitants. Elle est estimée, en 2016, à 8 269 habitants.

### Source de la traduction
- (en) Cet article est partiellement ou en totalité issu de l’article de Wikipédia en anglais intitulé « Whitehouse, Texas » (voir la liste des auteurs).